# 石蒜属
石蒜屬屬於石蒜科，包含20多個物種，舊屬百合科，原產於日本、朝鮮半島南部、华东、华南、越南北部、老挝北部、泰国北部、缅甸北部、尼泊尔、巴基斯坦北部、阿富汗和伊朗东部。

## 特征
石蒜属植物有鳞茎，均为多年生植物。叶细长，长30－60厘米，宽仅为0.5－2厘米。花茎直立，无叶，高30－70厘米，顶端长有4－8朵花组成的伞形花序，花色包括白、黄、橙、红色。石蒜属植物花朵根据形态可以分为两类，分别属於两个亚属，石蒜亚属（Lycoris）的雄蕊极为细长，通常为被片的2－3倍长，典型的物种如石蒜；而整齐花亚属（Symmanthus Traub & Moldenke）的雄蕊就不会比被片长很多，典型的物种如血红石蒜。果实为3瓣蒴果，包含多个黑色种子。很多物种只发育但不能繁殖，它们的亲本可能是杂交种。

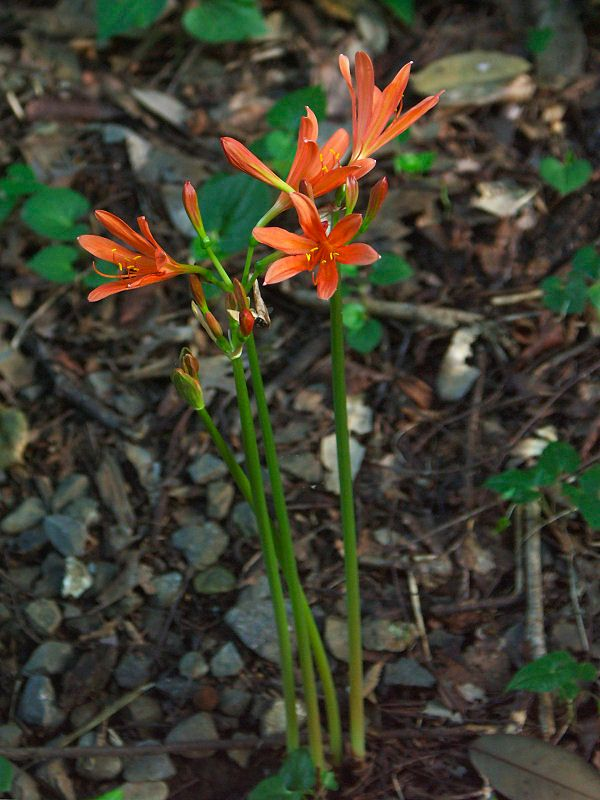
血红石蒜 Lycoris sanguinea

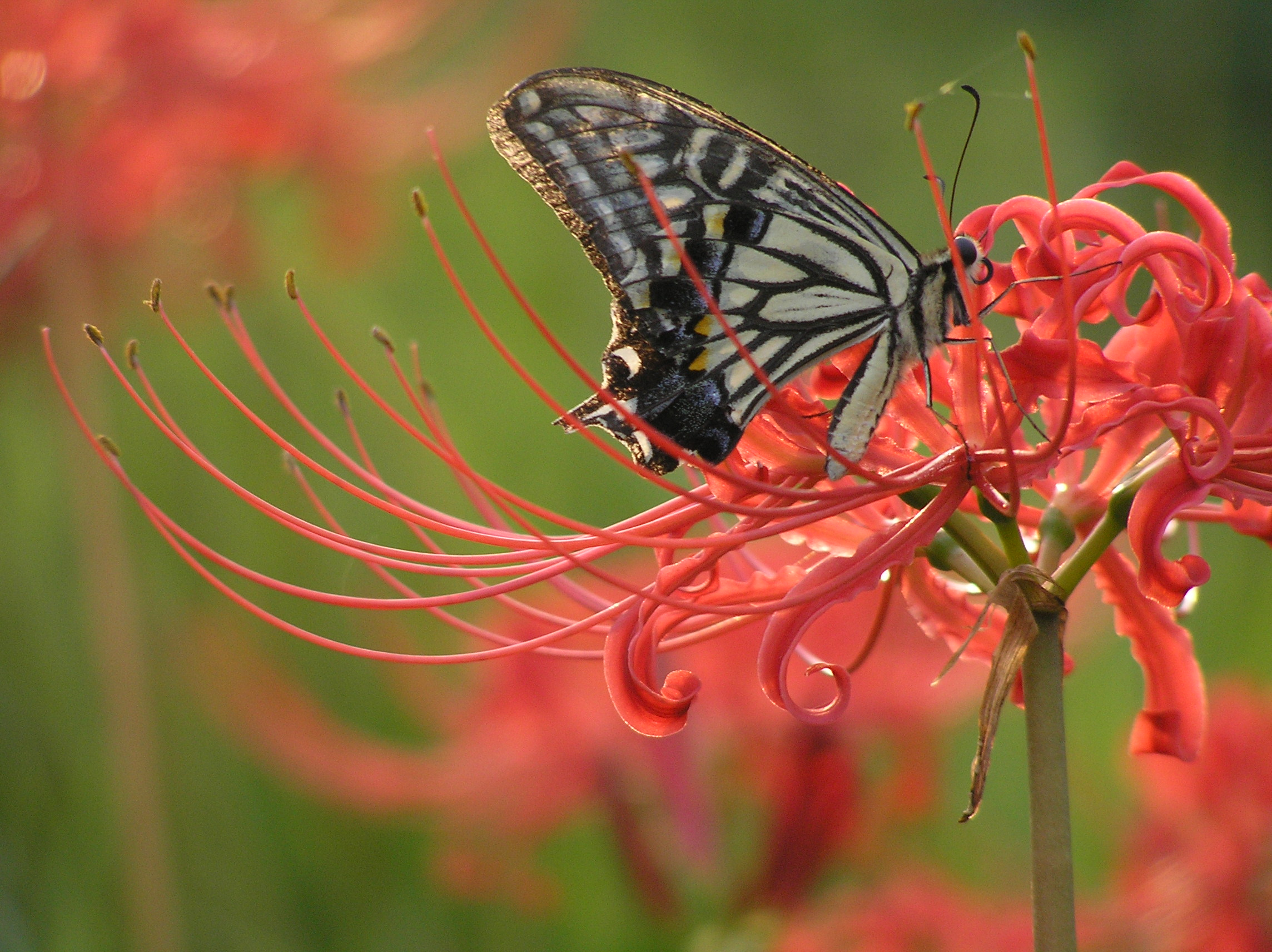
石蒜屬植物與柑橘鳳蝶（Papilio xuthus），攝於日本

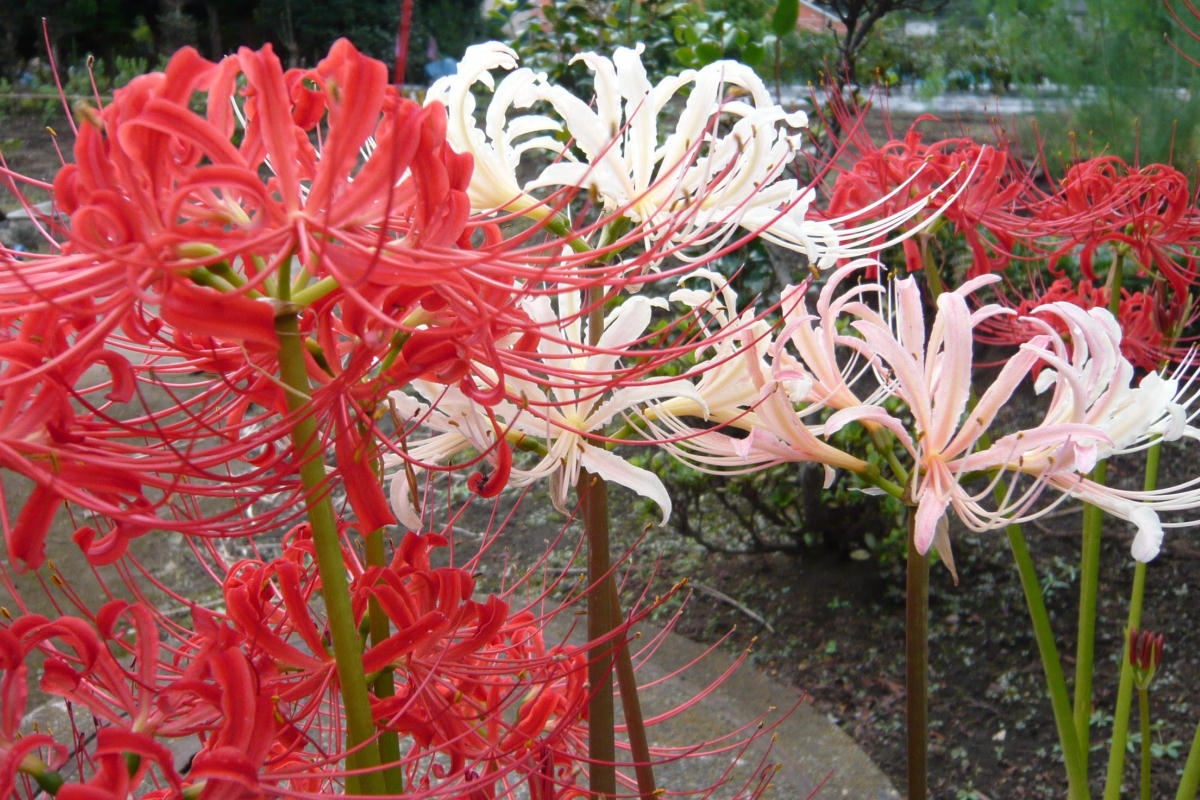
石蒜及变种

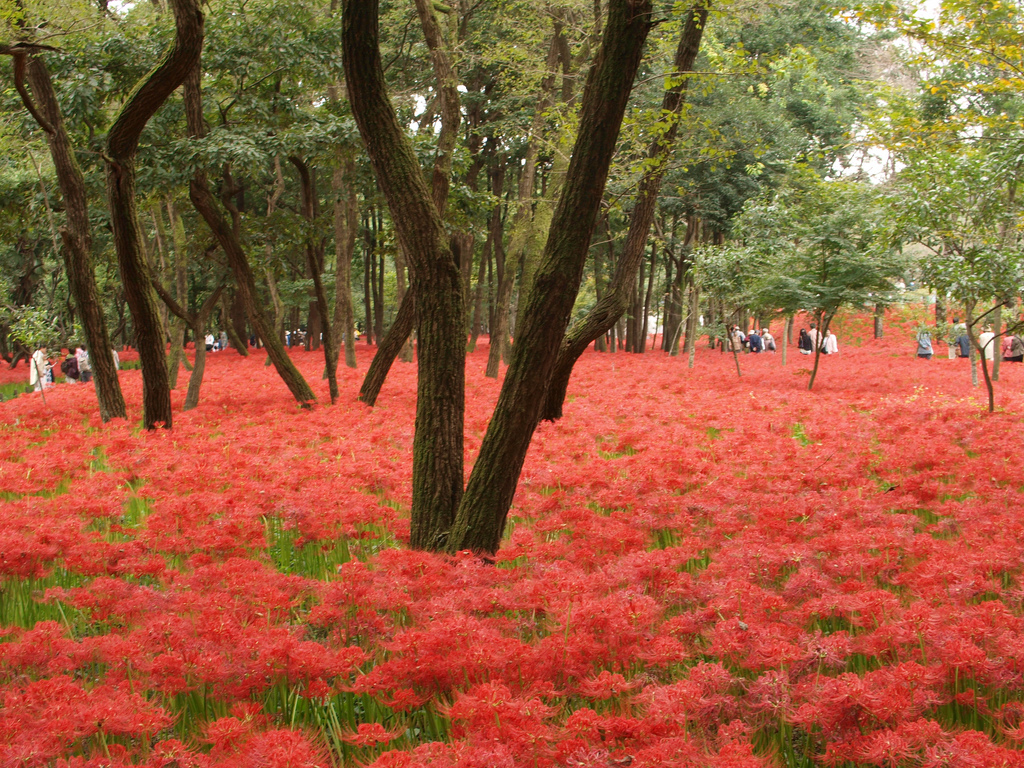
石蒜花丛，2008年9月摄於日本埼玉县日高市巾着田

## 下属物种
本属包括以下物种：
- 乳白石蒜 Lycoris albiflora Koidz., Bot. Mag. (Tokyo) 38: 100 (1924).：分布於中国大陆江苏、朝鲜半岛、日本九州，是L. aurea × L. radiata的杂交种。
- 安徽石蒜 Lycoris anhuiensis Y.Xu et Q.J.Fan, Acta Phytotax. Sin. 20: 197 (1982).：原产於中国大陸安徽、江苏。
- 缅甸石蒜 Lycoris argentea Worsley, Gard. Chron., III, 84: 169 (1928).：分布於缅甸北部。
- 金花石蒜 Lycoris aurea (L'Hér.) Herb., Appendix: 20 (1821).，忽地笑，黄花石蒜，铁色箭：分布於日本南部至中南半岛、台灣[4]。
- 短蕊石蒜 Lycoris caldwellii Traub, Pl. Life 13: 46 (1957).：分布於中国大陸东南部。
- 济州岛石蒜 Lycoris × chejuensis K.Tae & S.Ko, Korean J. Pl. Taxon. 23: 234 (1993).济州石蒜：分布於韩国，是由3种石蒜——L. chinensis × L. flavescens × L. koreana复杂杂交得到。
- 中国石蒜 Lycoris chinensis Traub, Pl. Life 14: 44 (1958).：分布於中国大陸和韩国。
- 黄花石蒜 Lycoris flavescens M.Kim & S.Lee, Korean J. Pl. Taxon. 34: 13 (2004).淡黄石蒜：分布於台灣和韩国。
- 广西石蒜 Lycoris guangxiensis Y.Xu & G.J.Fan, Acta Phytotax. Sin. 20: 196 (1982).：分布於中国大陸广西。
- 红蓝石蒜 Lycoris haywardii Traub, Pl. Life 13: 44 (1957).：分布於日本、馬祖列島以及中國大陸江蘇、浙江。
- 江苏石蒜 Lycoris houdyshelii Traub, Pl. Life 13: 45 (1957). 中国大陸特有种，分布於江苏和浙江。
- 香石蒜 Lycoris incarnata Comes ex Sprenger, Gartenwelt 10: 490 (1906).：原产於中国大陸湖北、云南。
- 海滨石蒜 Lycoris insularis S.Y. Zhang & J.W.Shao[7]
- 四川石蒜 Lycoris josephinae Traub, Pl. Life 21: 63 (1965).：中国大陸特有种，分布於四川。
- 朝鲜石蒜 Lycoris koreana Nakai, Bot. Mag. (Tokyo) 44: 516 (1930).：原产於朝鲜半岛。
- 长叶石蒜 Lycoris longifolia L.H.Lou[8]
- 长筒石蒜 Lycoris longituba Y.Xu & G.J.Fan, Acta Phytotax. Sin. 12: 299 (1974).：分布於中国大陸江苏。
  - 黄长筒石蒜 Lycoris longituba var. flava Y.Xu & X.L.Huang, Acta Phytotax. Sin. 20: 198 (1982).：分布於中国大陸江苏。
  - 长筒石蒜 Lycoris longituba var. longituba：分布於中国大陸江苏。
- 石蒜 Lycoris radiata (L'Hér.) Herb., Appendix: 20 (1821).，紅花石蒜，老鸦蒜，龙爪花，山乌毒：分布於尼泊尔至日本中部和南部、馬祖列島[4]。
- 玫瑰石蒜 Lycoris rosea Traub & Moldenke, Amaryllidaceae: Tribu Amarylleae: 178 (1949).：分布於中国大陸江苏、浙江。
- 血红石蒜 Lycoris sanguinea Maxim., Bot. Jahrb. Syst. 6: 80 (1885).夏水仙：分布於日本中部和南部。
  - 九州石蒜 Lycoris sanguinea var. kiusiana Makino ex T.Koyama, Baileya 7: 5 (1959).：原产於日本本州和九州。
  - 朝鲜石蒜 Lycoris sanguinea var. koreana (Nakai) T. Koyama
  - 血红石蒜 Lycoris sanguinea var. sanguinea.：分布於日本中部和南部。
- 陕西石蒜 Lycoris shaanxiensis Y.Xu & Z.B.Hu, Acta Phytotax. Sin. 20: 196 (1982).：分布於中国大陸四川、陕西。
- 换锦花 Lycoris sprengeri Comes ex Baker, Gard. Chron., III, 32: 469 (1902).：分布於中国大陸东南部湖北、馬祖列島[4]。
- 鹿葱 Lycoris squamigera Maxim., Bot. Jahrb. Syst. 6: 79 (1885).：原产於中国大陸东南部、日本中部和南部。
- 稻草石蒜 Lycoris straminea Lindl., J. Hort. Soc. London 3: 76 (1848).：原产於中国大陸江苏、浙江。
- 钟馗石蒜 Lycoris traubii W. Hayw.
- 秦岭石蒜 Lycoris tsinlingensis P. C. Zhang, Yi Jun Lu & Ting Wang
- 猬岛石蒜 Lycoris uydoensis M.Kim, Korean J. Pl. Taxon. 34: 14 (2004).：韩国特有种。
- 武陵石蒜 Lycoris wulingensis S.Y. Zhang [9]

### 雜交種
- 拟稻草石蒜 Lycoris × elsiae Traub
- 湖北石蒜 Lycoris × hubeiensis Kun Liu
- 湖南石蒜 Lycoris × hunanensis M. H. Quan, L. J. Ou & C. W. She
- 香石蒜 Lycoris × incarnata Comes ex Sprenger
- Lycoris × jacksoniana Traub, Pl. Life 20: 52 (1964).  L. radiata × L. sprengeri
- 鹿葱 Lycoris × squamigera Maxim.
- Lycoris × woodii Traub & Moldenke, Pl. Life 13: 85 (1957).  L. aurea × L. radiata

## 栽培利用
石蒜屬在中国大陸、日本及世界上其他暖温带地区都是广泛栽培的观赏植物，目前已有230个栽培种被选育出来，在园艺活动中使用。在日本，石蒜属被种植在水稻田的边缘上，在夏天就可以欣赏稻田旁亮丽的花朵。石蒜属被移植到美国东南部，在当地常被称为旋风百合（hurricane lilies）。石蒜属植物因其色彩鲜艳，常被華人用作节日的喜庆用花。